# Arrojadoa
Arrojadoa Britton & Rose è un genere di piante della famiglia delle Cactaceae, endemico del Brasile.

## Tassonomia
Il genere comprende le seguenti specie:
- Arrojadoa albiflora Buining & Brederoo
- Arrojadoa bahiensis (P.J.Braun & Esteves) N.P.Taylor & Eggli
- Arrojadoa dinae Buining & Brederoo
- Arrojadoa eriocaulis Buining & Brederoo
- Arrojadoa marylaniae Soares Filho & M.Machado
- Arrojadoa multiflora F.Ritter
- Arrojadoa penicillata (Gürke) Britton & Rose
- Arrojadoa rhodantha (Gürke) Britton & Rose